# Balzi Rossi
Les grottes des Balzi Rossi, aussi appelées Baoussé-Roussé ou grottes de Grimaldi, sont situées en Italie à la frontière entre la France et l'Italie près de Menton, dans le hameau de Grimaldi dépendant de la commune de Vintimille.
Elles ont été occupées par l'homme au Paléolithique. Elles sont nichées dans les flancs d'un haut rocher de dolomite rosée qui a donné son nom au site. Des outils et statuettes en pierre taillée, des sépultures humaines, et des gravures pariétales y ont été découverts à partir du milieu du XIXe siècle. Ces vestiges datent pour la plupart du Paléolithique supérieur mais des industries du Paléolithique moyen sont également présentes.

## Les différentes grottes
Le site compte une quinzaine de cavités, dont les plus importantes sont, d'ouest en est :
- la Grotte du comte Costantini ;
- la Grotte des Enfants ;
- la Grotte de Florestan, nommée ainsi en l'honneur du prince qui finança, en 1846, les premières fouilles ;
- L'Abri Mochi ;
- la Grotte du Caviglione ;
- la Barma Grande (Barma signifie grotte en dialecte local) ;
- la Grotte du Prince, la plus vaste (35 × 18 × 22 m).

## Histoire

### Occupation paléolithique

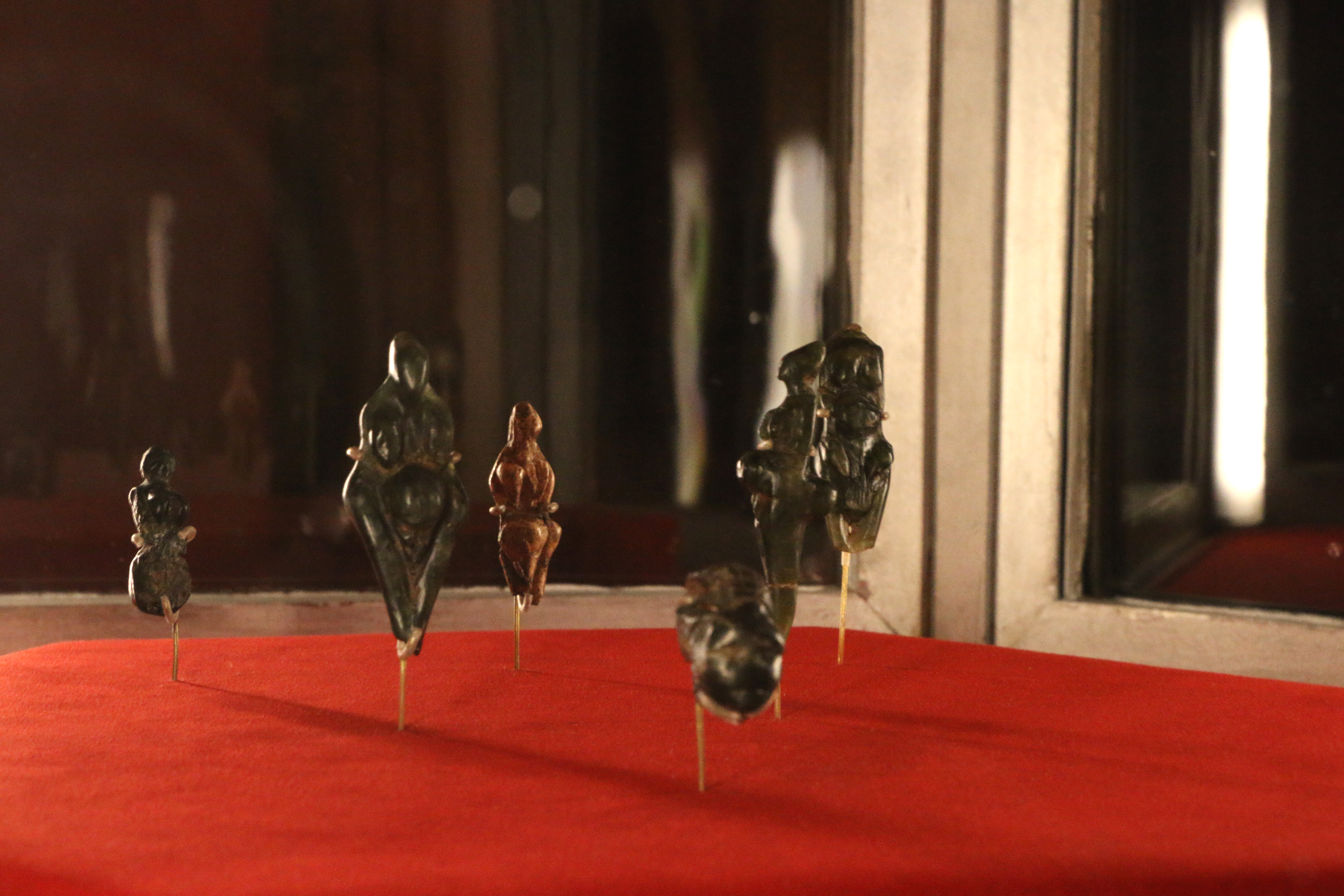
Les Vénus de Grimaldi étaient peut-être des amulettes : l'artiste a sculpté des femmes sur le point d'accoucher (vulve dilatée, tête du bébé émergeant de l'utérus).

Les différents chantiers de fouilles archéologiques ont permis de mettre au jour des restes d’animaux de diverses époques, une vingtaine de sépultures humaines, des objets variés comme une quinzaine de  vénus paléolithiques en stéatite verte, rouge ou jaune, mises au jour par l'antiquaire Louis Alexandre Jullien entre 1883 et 1895, des outils lithiques, une gravure d’un équidé. Au moins sept squelettes découverts sur le site sont attribués à l'Homo sapiens, qu'on a appelé localement « Homme de Grimaldi ».
Les premières fouilles ont été entreprises par le prince Florestan Ier de Monaco dès 1846. Émile Rivière lui succède en 1870. À partir d'octobre 1870 et jusqu'en 1875, il effectue des fouilles dans ces grottes. Le 26 mars 1872, il découvre dans l'une d'elles, appelée la grotte du Cavillon (Caviglione en italien), un squelette humain féminin à la tête recouverte de coquillages daté du Paléolithique supérieur, connu sous le nom d'« Homme de Menton » ou « Dame du Cavillon », qui est aujourd'hui présentée au musée de l'Homme avec le moulage entier de la sépulture. D'autres découvertes suivront. En février 1873 puis en juin, il découvre trois squelettes d'adultes dans la grotte no 6, la grotte Bausse da Torre. Ces travaux sont aussi commentés par Felix Garrigou, qui date certaines découvertes de l'âge du renne, entre 17 000 et 12 000 ans av. J.-C., tout en notant qui n'y a probablement jamais eu de renne vers Menton. En 1874, il met au jour deux squelettes d'enfants, dans la grotte no 1, qui sera désormais désignée grotte des Enfants.
Les travaux menés entre 1875 et 1902, sous l'égide du prince Albert Ier de Monaco sont dirigés par le chanoine Léonce de Villeneuve, qui veille à utiliser des méthodes scientifiques adéquates. De 1928 à 1962, l'Institut italien de paléontologie humaine de Rome complète l'exploration des différentes grottes, avec l'aide des archéologues Alberto Carlo Blanc (it), L. Cardini, Paolo Graziosi (it), Émile Cartailhac et René Verneau.
Le musée des Balzi Rossi, construit en 1898 par le mécène anglais sir Thomas Hanbury, pour accueillir et exposer au public une partie des objets découverts, est rénové en 1994.

### Époque romaine

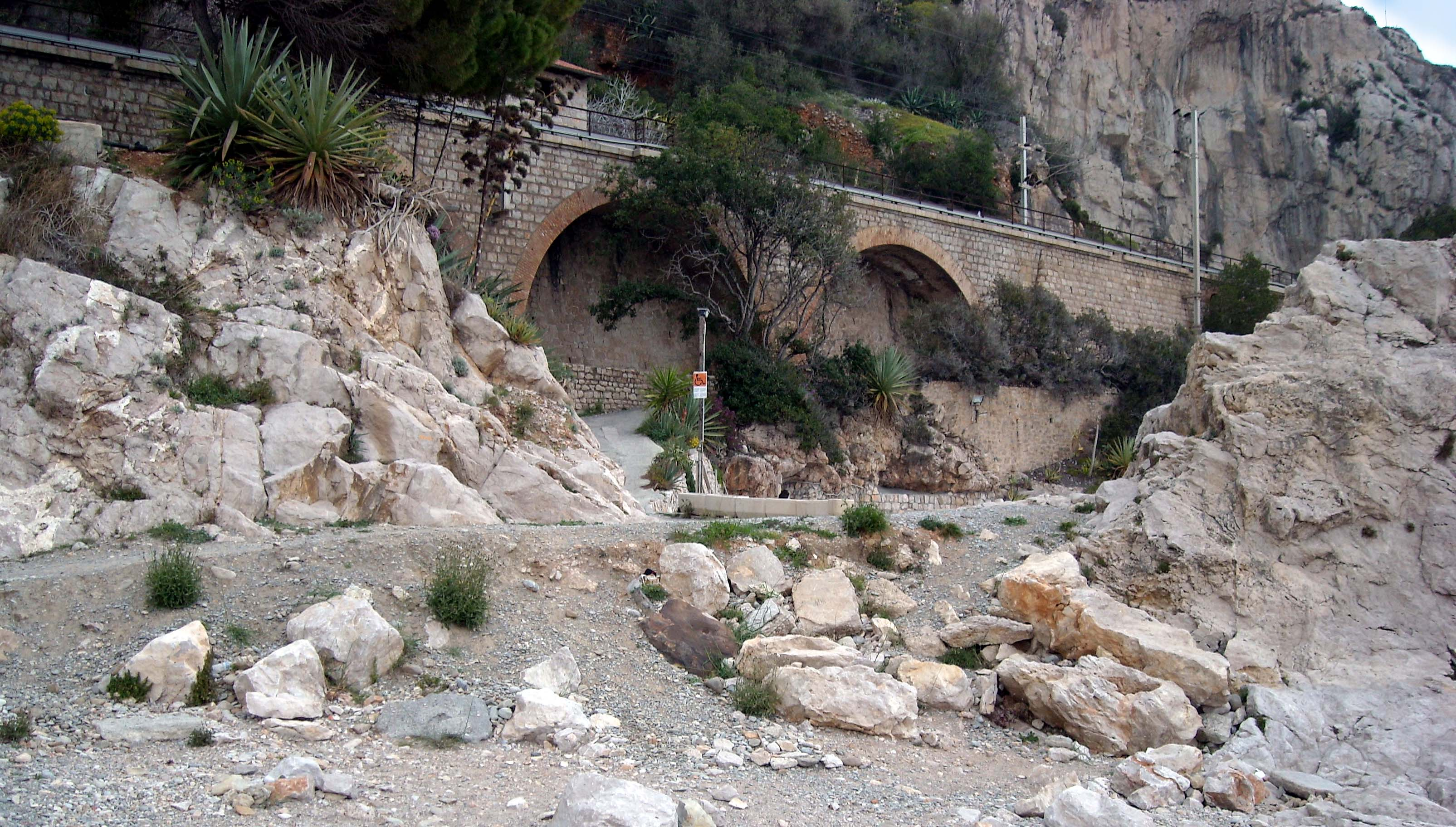
Trace de la voie romaine.

Depuis le cap de la Mortola, la via Julia Augusta poursuivait son itinéraire vers Cemenelum en traversant les hautes falaises des Balzi Rossi. Peu de traces de cette voie romaine sont encore visibles sur le site des Balzi Rossi, à la suite de transformations contemporaines. Seule subsiste l'ouverture qui, creusée dans le rocher, permettait à la voie de contourner la falaise et de poursuivre son parcours par le bord de mer.

### Époque contemporaine
À la fin du XIXe siècle, la construction de la ligne ferroviaire Gênes-Nice coupe en deux la zone archéologique.
Durant la Seconde Guerre mondiale, de nombreux tunnels sont creusés pour réaliser des emplacements fixes pour l'artillerie. L'arrière de la grotte de Barma Grande est dynamité pour obstruer le tunnel ferroviaire. Après la guerre, un immeuble résidentiel est édifié sur l'emplacement de l'ancien casino. Plus récemment, à la suite d'expropriations, un aménagement global du site a été effectué par la région de Ligurie, avec notamment la construction d'un nouvel édifice pour le musée et la restauration de l'ancien musée.

## Galerie

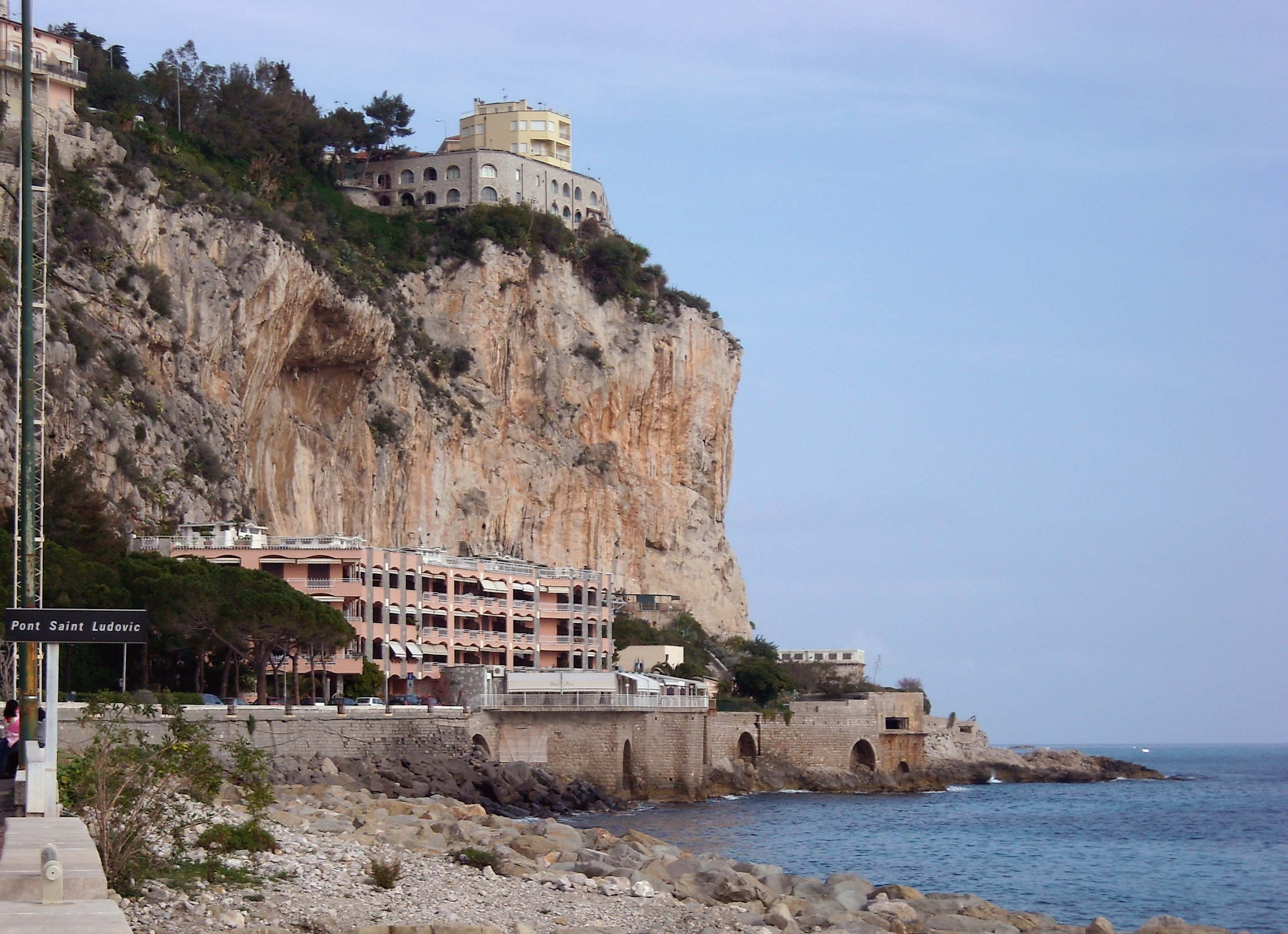
Le site vu depuis Menton.
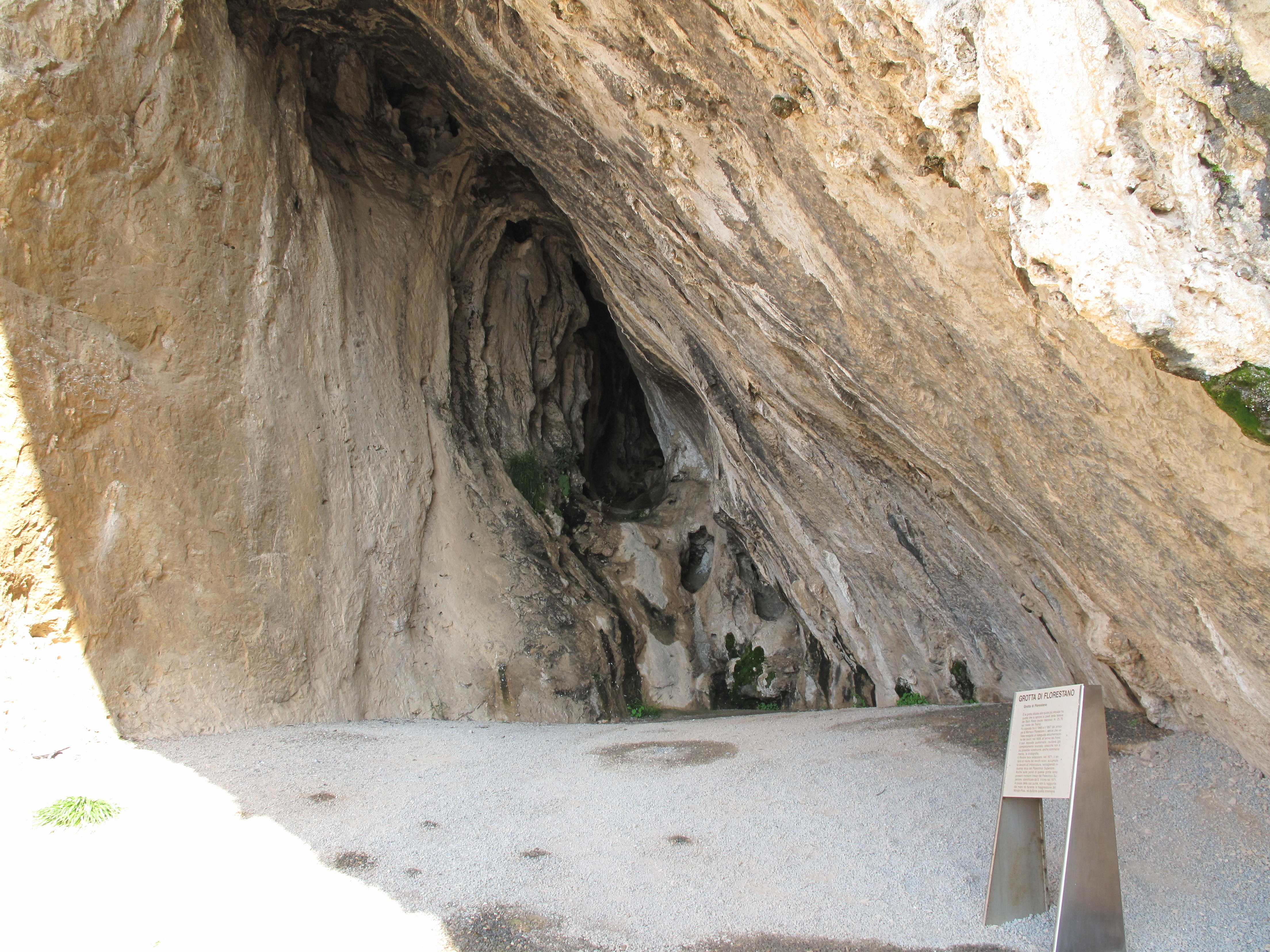
La grotte de Florestan.
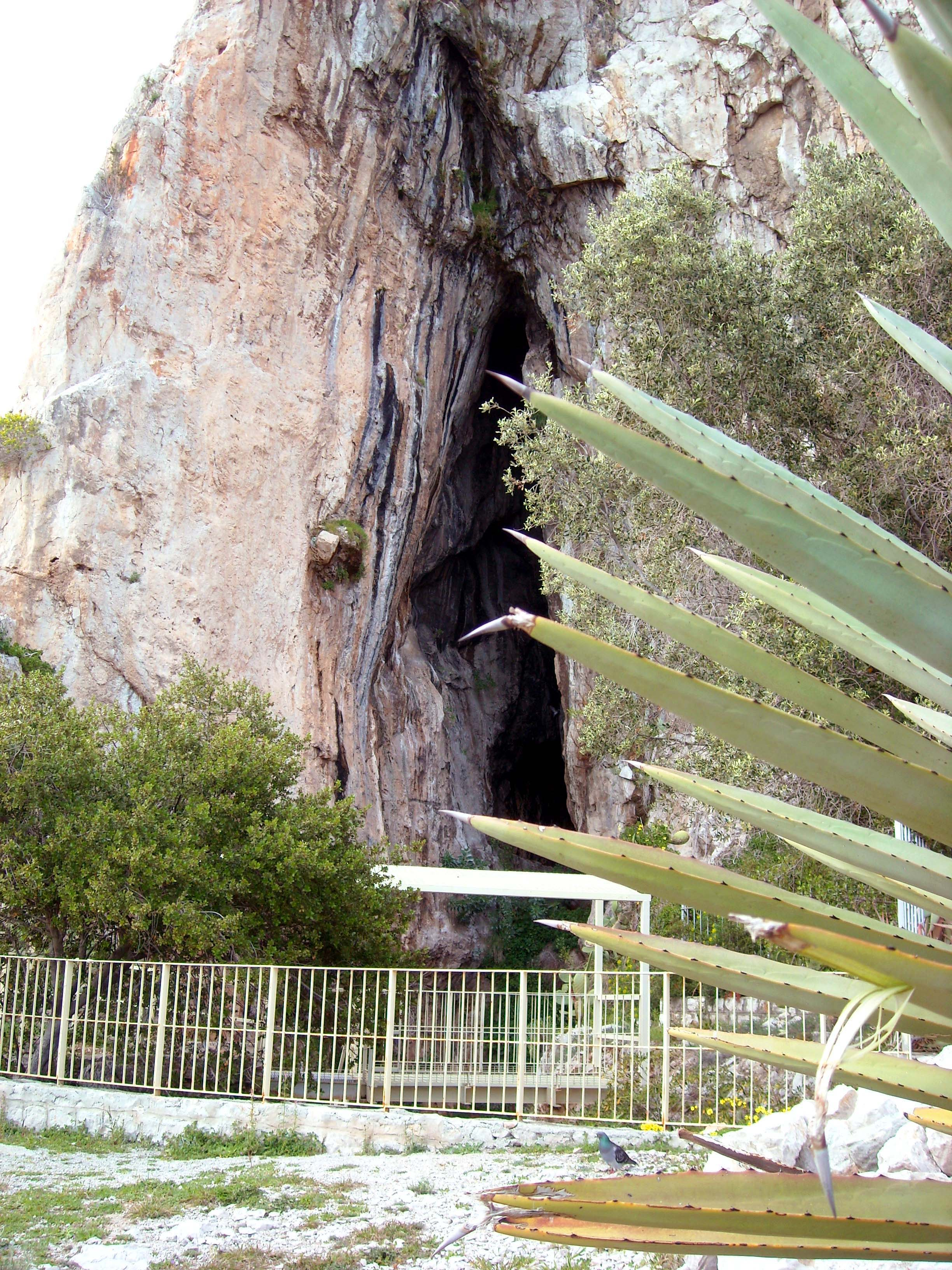
La Barma grande.